# Moorslede
Moorslede is een plaats en gemeente in de Belgische provincie West-Vlaanderen. Het dorp ligt ongeveer 9 km ten zuidwesten van de stad Roeselare. De gemeente telt ruim 11.000 inwoners. Het is een landelijke gemeente en in de volksmond spreekt men van Moorslé. Moorslede moet niet verward worden met de aangrenzende deelgemeente Moorsele van Wevelgem.

## Geschiedenis
Moorslede werd voor het eerst vermeld in 1085, als Morcelede. Dit is een samenstelling van moor of moeras en lede, wat "weg" of "passage" betekent. Het centrum van Moorslede ligt nog altijd duidelijk hoger dan de omliggende gebieden.
Moorslede was een hoge heerlijkheid die omstreeks 1700 in bezit kwam van de heren van Dadizele. In 1617 werd het kasteel herbouwd, en na 1700 werd dit een kasteelhoeve.
Het patronaatsrecht van de Sint-Martinusparochie behoorde sinds 1188 aan het Onze-Lieve-Vrouwekapittel te Doornik. Sinds de 13e eeuw bestond er het Passanten Gasthuis Ten Bunderen. Vanaf 1815 was er een pensionaat met de naam Ten Bunderen.
In 1914 bestond de industrie in de bewerking van landbouwproducten: vlasverwerking, brouwerijen, tabaks- en cichorei-asten, tabaksfabriekjes, koren- en oliemolens.
In 1917 en 1918 werd het dorp vrijwel geheel verwoest, zoals bij de Derde Slag om Ieper. De Engelsen beschoten het dorp en de Duitsers bliezen belangrijke gebouwen op. Eind september 1918 werd Moorslede bevrijd.
Vanaf 1919 kwam de bevolking weer terug en vanaf 1921 begon de wederopbouw.

## Kernen
De gemeente Moorslede heeft naast Moorslede-centrum nog de deelgemeente Dadizele. De dorpskern van Dadizele ligt ruim vijf kilometer ten zuiden van het centrum van Moorslede. Tussen beide kernen ligt, op het gebied van Moorslede, het dorpje Slypskapelle (III).
| # | Naam          | Opp. (km²) | Inwoners (2020) | Inwoners per km² | NIS-code |
| - | ------------- | ---------- | --------------- | ---------------- | -------- |
| 1 | Moorslede (I) | 29,54      | 7 604           | 257              | 36012A   |
| 2 | Dadizele (II) | 5,91       | 3 836           | 649              | 36012B   |

De gemeente Moorslede grenst aan de volgende gemeenten en dorpen:
| - a. Roeselare (stad Roeselare) - b. Rumbeke, en het gehucht Beitem (stad Roeselare) - c. Ledegem (gemeente Ledegem) - d. Moorsele (gemeente Wevelgem) |

| - e. Geluwe (stad Wervik) - f. Beselare (gemeente Zonnebeke) - g. Passendale (gemeente Zonnebeke) |

### Kaart

Moorslede, deelgemeenten en buurgemeenten. De gele gebieden zijn bebouwde kernen.

## Bezienswaardigheden
- De Sint-Martinuskerk

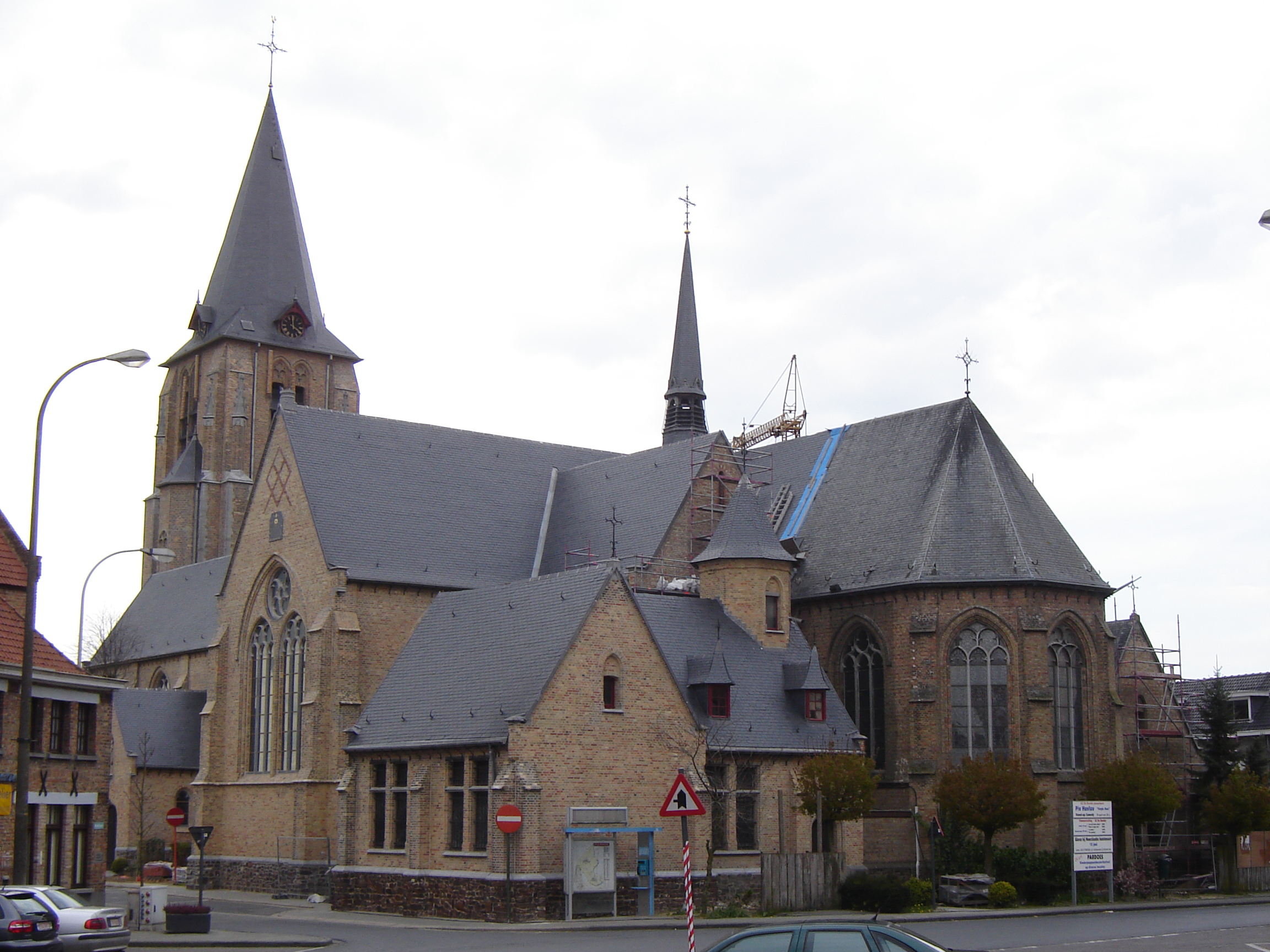
Sint-Martinuskerk

- Pater Lievensmuseum, gewijd aan Constant Lievens
- Standbeeld van Constant Lievens
- Ten Bunderen, een groot neogotisch kloostercomplex van 1923-1924, tegenwoordig een orthopedagogisch centrum.

## Natuur en landschap
Moorslede ligt in Zandlemig Vlaanderen. De kerkdrempel ligt op ruim 45 meter hoogte. Het hoogste punt is 55 meter, in de beekdalen is de hoogte 20 tot 25 meter. In het zuiden stroomt de Heulebeek, in het oosten de Papelandbeek.

## Demografische ontwikkeling

### Demografische evolutie voor de fusie
- Bronnen:NIS, Opm:1831 tot en met 1970=volkstellingen; 1976 = inwoneraantal op 31 december

### Demografische ontwikkeling van de fusiegemeente
Alle historische gegevens hebben betrekking op de huidige gemeente, inclusief deelgemeenten, zoals ontstaan na de fusie van 1 januari 1977.
- Bronnen:NIS, Opm:1831 tot en met 1981=volkstellingen; 1990 en later= inwonertal op 1 januari

| Inwoners van jaar tot jaar op 1 januari 1992 tot heden | Inwoners van jaar tot jaar op 1 januari 1992 tot heden | Inwoners van jaar tot jaar op 1 januari 1992 tot heden |
| jaar                                                   | Aantal                                                 | Evolutie: 1992=index 100                               |
| ------------------------------------------------------ | ------------------------------------------------------ | ------------------------------------------------------ |
| 1992                                                   | 10.743                                                 | 100,0                                                  |
| 1993                                                   | 10.753                                                 | 100,1                                                  |
| 1994                                                   | 10.748                                                 | 100,0                                                  |
| 1995                                                   | 10.785                                                 | 100,4                                                  |
| 1996                                                   | 10.739                                                 | 100,0                                                  |
| 1997                                                   | 10.760                                                 | 100,2                                                  |
| 1998                                                   | 10.752                                                 | 100,1                                                  |
| 1999                                                   | 10.756                                                 | 100,1                                                  |
| 2000                                                   | 10.733                                                 | 99,9                                                   |
| 2001                                                   | 10.690                                                 | 99,5                                                   |
| 2002                                                   | 10.710                                                 | 99,7                                                   |
| 2003                                                   | 10.715                                                 | 99,7                                                   |
| 2004                                                   | 10.620                                                 | 98,9                                                   |
| 2005                                                   | 10.626                                                 | 98,9                                                   |
| 2006                                                   | 10.618                                                 | 98,8                                                   |
| 2007                                                   | 10.697                                                 | 99,6                                                   |
| 2008                                                   | 10.840                                                 | 100,9                                                  |
| 2009                                                   | 10.746                                                 | 100,0                                                  |
| 2010                                                   | 10.799                                                 | 100,5                                                  |
| 2011                                                   | 10.859                                                 | 101,1                                                  |
| 2012                                                   | 10.925                                                 | 101,7                                                  |
| 2013                                                   | 10.990                                                 | 102,3                                                  |
| 2014                                                   | 10.962                                                 | 102,0                                                  |
| 2015                                                   | 10.942                                                 | 101,9                                                  |
| 2016                                                   | 10.949                                                 | 101,9                                                  |
| 2017                                                   | 11.015                                                 | 102,5                                                  |
| 2018                                                   | 11.080                                                 | 103,1                                                  |
| 2019                                                   | 11.250                                                 | 104,7                                                  |
| 2020                                                   | 11.442                                                 | 106,5                                                  |
| 2021                                                   | 11.445                                                 | 106,5                                                  |
| 2022                                                   | 11.386                                                 | 106,0                                                  |
| 2023                                                   | 11.451                                                 | 106,6                                                  |
| 2024                                                   | 11.473                                                 | 106,8                                                  |
| 2025                                                   | 11.504                                                 | 107,1                                                  |

## Politiek

### Structuur
| Moorslede        | Moorslede        | Supranationaal         | Nationaal                         | Nationaal                         | Gemeenschap               | Gewest                    | Provincie                 | Arrondissement  | Provinciedistrict | Kanton          | Gemeente        |
| ---------------- | ---------------- | ---------------------- | --------------------------------- | --------------------------------- | ------------------------- | ------------------------- | ------------------------- | --------------- | ----------------- | --------------- | --------------- |
| Administratief   | Niveau           | Europese Unie          | België                            | België                            | Vlaanderen                | Vlaanderen                | West-Vlaanderen           | Roeselare       | Roeselare         | Roeselare       | Moorslede       |
| Administratief   | Bestuur          | Europese Commissie     | Belgische regering                | Belgische regering                | Vlaamse regering          | Vlaamse regering          | Deputatie                 | Deputatie       | Deputatie         | Deputatie       | Gemeentebestuur |
| Administratief   | Raad             | Europees Parlement     | Kamer van volksvertegenwoordigers | Kamer van volksvertegenwoordigers | Vlaams Parlement          | Vlaams Parlement          | Provincieraad             | Provincieraad   | Provincieraad     | Provincieraad   | Gemeenteraad    |
| Kiesomschrijving | Kiesomschrijving | Nederlands Kiescollege | Kieskring West-Vlaanderen         | Kieskring West-Vlaanderen         | Kieskring West-Vlaanderen | Kieskring West-Vlaanderen | Kieskring West-Vlaanderen | Roeselare-Tielt | Roeselare         | Roeselare       | Moorslede       |
| Verkiezing       | Verkiezing       | Europese               | Federale                          | Federale                          | Vlaamse                   | Vlaamse                   | Provincieraads-           | Provincieraads- | Provincieraads-   | Provincieraads- | Gemeenteraads-  |

### Burgemeesters
- 1891-1895: Constant Ghekiere
- 1895-1925: Leon Bonte
- 1926-1932: Leon Ghekiere
- 1960-1963: Antoine Ghekiere
- 1964-1970: Omer Vander Stichele
- 1971-1982: Walter Ghekiere (Mo DA 76)
- 1983-1988: Lode Van Biervliet (Nieuw)
- 1989-2010: Walter Ghekiere (CVP, Groep A)
- 2010-2012: Marc Vermont (Groep A)
- 2013-2025: Ward Vergote (VISIE)
- 2024 (1 augustus)-2024 (31 december): Nessim Ben Driss (VISIE) (dienstdoende)
- 2025-heden: Sherley Beernaert (STERK)

#### 2013-2024
Toenmalig burgemeester Ward Vergote (VISIE) leidde in de legislatuur 2013-2018 een coalitie bestaande uit VISIE en PRO. Samen vormden ze een meerderheid van 12 op 21 zetels.
Er kwam een interne breuk in de meerderheid over het dossier trage wegen waar VISIE een wisselmeerderheid vormde met de oppositie.
VISIE en Pro bleven tot eind 2018 nog met elkaar besturen, maar na de verkiezingen vormde VISIE een meerderheid van 12 op 21 zetels met de lijst STERK, een scheurlijst van Groep a.
Ook N-VA ging alleen naar de kiezer. Ze verlieten het kartel VISIE net voor de verkiezingen van eind 2018. 
In december 2023 werd Vergote veroordeeld tot een jaar cel met uitstel en een geldboete van 8.000 euro wegens belangenvermenging. In juli 2024 schorste Vlaams minister van Binnenlands Bestuur Gwendolyn Rutten Vergote voor de resterende looptijd van de bestuursperiode. Schepen Nessim Ben Driss volgde hem als dienstdoende burgemeester op. Bij de gemeenteraadsverkiezingen van oktober dat jaar zou Vergote aanvankelijk lijstduwer op de lijst van zijn partij VISIE worden, maar in september werd beslist dat hij niet op de lijst zou staan. Omdat de installatie van het nieuwe gemeentebestuur door een later verworpen klacht van N-VA Plus een maand later kon doorgaan dan voorzien, kon Vergote na het aflopen van zijn schorsing op 1 januari 2025 nog enkele dagen zijn functies als burgemeester uitoefenen.

#### 2025-heden
In oktober 2024 won STERK voor het eerst de gemeenteraadsverkiezingen en haalde een absolute meerderheid van 11 op 21 zetels. Sherley Beernaert werd zodus de eerste vrouwelijke burgemeester van Moorslede. Er werd een coalitie gevormd met VISIE, dat 4 zetels had behaald. Oppositiepartij N-VA Plus diende echter een klacht in bij de Raad voor Verkiezingsbetwistingen, omdat STERK in de aangifte van de verkiezingsuitgaven bij het Agentschap Binnenlands Bestuur niet had aangegeven waar het geld voor die uitgaven vandaan kwam, wat wettelijk verplicht is. De Raad oordeelde evenwel dat STERK en lijsttrekker Sherley Beernaert voldoende inspanningen hadden gedaan om die fout recht te zetten en duidelijkheid te verschaffen over de herkomst van de uitgaven en verwierp daarom het bezwaar van N-VA Plus. Door de zaak kon het gemeentebestuur pas op 6 januari 2025 worden geïnstalleerd, een maand later dan voorzien.

### Resultaten gemeenteraadsverkiezingen sinds 1976
| Partij               | Partij                      | 10-10-1976 | 10-10-1976 | 10-10-1982 | 10-10-1982 | 9-10-1988 | 9-10-1988 | 9-10-1994 | 9-10-1994 | 8-10-2000 | 8-10-2000 | 8-10-2006 | 8-10-2006 | 14-10-2012 | 14-10-2012 | 14-10-2018 | 14-10-2018 | 13-10-2024 | 13-10-2024 |
| Stemmen / Zetels     | Stemmen / Zetels            | %          | 21         | %          | 21         | %         | 21        | %         | 21        | %         | 21        | %         | 21        | %          | 21         | %          | 21         | %          | 21         |
| -------------------- | --------------------------- | ---------- | ---------- | ---------- | ---------- | --------- | --------- | --------- | --------- | --------- | --------- | --------- | --------- | ---------- | ---------- | ---------- | ---------- | ---------- | ---------- |
|                      | Mo Da 761 / CVP2 / Groep a3 | 61,81      | 14         | 41,942     | 10         | 49,82     | 12        | 54,743    | 13        | 59,23     | 14        | 52,813    | 12        | 43,263     | 9          | 16,23      | 3          | -          |            |
|                      | PVV1 / Gem.Bel.2 / VISIEA   | -          |            | 2,651      | 0          | -         |           | 25,162    | 5         | 33,65A    | 7         | 25,68A    | 5         | 36,16A     | 8          | 29,3A      | 7          | 19,4A      | 4          |
|                      | N-VA1 / N-VAPLUS2           | -          |            | -          |            | -         |           | -         |           | -         |           | 25,68A    | 5         | 36,16A     | 8          | 14,91      | 3          | 17,02      | 3          |
|                      | SP1 / PROB                  | 11,941     | 2          | 10,981     | 1          | 13,031    | 2         | 11,661    | 2         | -         |           | 21,52B    | 4         | 20,58B     | 4          | 14,6B      | 3          | 13,4B      | 2          |
|                      | Agalev1 / PROB              | -          |            | -          |            | 7,671     | 1         | 8,441     | 1         | 7,151     | 0         | 21,52B    | 4         | 20,58B     | 4          | 14,6B      | 3          | 13,4B      | 2          |
|                      | STERK                       | -          |            | -          |            | -         |           | -         |           | -         |           | -         |           | -          |            | 25,0       | 5          | 41,5       | 11         |
|                      | GM88                        | -          |            | -          |            | 29,5      | 6         | -         |           | -         |           | -         |           | -          |            | -          |            | -          |            |
|                      | NIEUW                       | -          |            | 44,44      | 10         | -         |           | -         |           | -         |           | -         |           | -          |            | -          |            | -          |            |
|                      | Gem.Bel                     | 26,26      | 5          | -          |            | -         |           |           |           | -         |           | -         |           | -          |            | -          |            | -          |            |
|                      | Vlaams Belang               | -          |            | -          |            | -         |           |           |           | -         |           | -         |           | -          |            | -          |            | 8,8        | 1          |
| Totaal stemmen       | Totaal stemmen              | 7196       | 7196       | 7853       | 7853       | 7973      | 7973      | 7977      | 7977      | 7999      | 7999      | 8155      | 8155      | 8171       | 8171       | 8765       | 8765       | 6127       | 6127       |
| Opkomst %            | Opkomst %                   |            |            |            |            | 96,25     | 96,25     | 95,34     | 95,34     | 94,93     | 94,93     | 95,66     | 95,66     | 93,95      | 93,95      | 93,6       | 93,6       | 69,8       | 69,8       |
| Blanco en ongeldig % | Blanco en ongeldig %        | 3,6        | 3,6        | 4,2        | 4,2        | 4,54      | 4,54      | 4,75      | 4,75      | 5,39      | 5,39      | 5,40      | 5,40      | 5,87       | 5,87       | 5,5        | 5,5        | 1,7        | 1,7        |

De zetels van de gevormde meerderheid staan vetjes afgedrukt. De grootste partij is in kleur.

De rode cijfers naast de gegevens duiden aan onder welke naam de partijen telkens bij een verkiezing opkwamen.

## Sport
In 1950 werden in Moorslede de Wereldkampioenschappen wielrennen georganiseerd. De Belg Briek Schotte won er de wegwedstrijd voor beroepsrenners. In 2014 maakte de Ronde van Frankrijk tijdens de vijfde etappe een doortocht door de gemeente. De gemeente Moorslede bezat tot 1911 een velodroom ter hoogte van de Stationstraat in de wijk Sint-Acharius. Er is ook nog een voetbalploeg genaamd S.V. Moorslede die uitkomt in de tweede provinciale.

## Verkeer en vervoer
Ten westen van Moorslede liep spoorlijn 64 die Roeselare met Ieper verbond. Tot 1953 had Moorslede een station op deze lijn. Tussen Roeselare en Zonnebeke is de voormalige spoorwegbedding ingericht als fietsroute onder de naam Stroroute. Bus 94 van De Lijn verbindt vandaag de dag Roeselare en Ieper via Moorslede. Daarnaast bedient lijn 55 Roeselare-Menen het centrum van Moorslede.

## Geboren in Moorslede
- David de Simpel (1778-1851), auteur
- Constant Lievens (1856-1893), jezuïet, missionaris in India, apostel van het Chota Nagpur
- Emiel Jacques (1874-1937), kunstschilder
- Cyrille Van Hauwaert (1883-1974), wielrenner
- Gabriël Sieuw (1925-2017), wielrenner
- Marc Dessauvage (1931-1984), architect
- Firmin Dupulthys (1944-2025), politicus
- Gerda Mylle (1953-2020), politica
- Patrick Lefevere (1955), wielrenner, manager van wielerploegen
- Filip Watteeuw (1962), politicus
- Maarten Boudry (1984), wetenschapsfilosoof

## Folklore
De dorpsreuzen van Moorslede, Grimmert, Freya en hun kind Achielke, zijn gebaseerd op een legende beschreven in het boek “Grimmertinge” (1951) van Gerard Van Poucke, waarin een Frankische boer in de vijfde eeuw een nederzetting Grimmertinge sticht. De reuzen speelden een belangrijke rol in lokale feesten, zoals de Grimmertfeesten in de jaren '60, maar verdwenen in de loop der tijd. De Heemkundige Kring van Moorslede probeert deze reuzen opnieuw tot leven te brengen, met behulp van vakmanschap zoals metaalbewerking en naaien. Ze worden nu gebruikt in culturele en sociale evenementen en vormen een belangrijk onderdeel van de culturele identiteit van het dorp.

## Nabijgelegen kernen
Passendale, Beselare, Slypskapelle, Beitem, Roeselare